# Elliott Erwitt
Elliott Erwitt (París, 26 de julio de 1928-29 de noviembre de 2023) fue un fotógrafo estadounidense. Ha trabajado para los más importantes medios de prensa. Su calidad artística y su gran impacto comunicacional lo han situado en un lugar de privilegio entre los fotógrafos del siglo XX.

## Biografía
Hijo de emigrantes judíos de Rusia, pasó su niñez en Italia y Francia, pero la Segunda Guerra Mundial obligó a su familia a emigrar a los Estados Unidos.
Elliott Erwitt comenzó tomando fotografías a finales de los años 1940. Sus inicios fueron en un estudio fotográfico en Hollywood y más tarde como fotógrafo para diversas publicaciones. En uno de sus viajes conoció a Robert Capa, Edward Steichen y Roy Stryker, quienes se convirtieron en sus destacados mentores. 
En 1953 fue invitado a formar parte en la prestigiosa agencia Magnum Photos por Robert Capa, uno de sus fundadores, convirtiéndose, quince años más tarde, en el presidente de la misma.
En la década de 1960, comenzó a realizar documentales, programas de televisión y libros. Hasta la fecha, Erwitt es autor de dieciocho monografías y sigue trabajando en nuevos títulos. 
Su cámara ha fotografiado a muchos de los protagonistas de la historia contemporánea, tales como John F. Kennedy, Richard Nixon, Ernesto Che Guevara, Nikita Jrushchov, Marilyn Monroe y Jacqueline Kennedy, entre otros.